# Pont de Cassagne
Pour les articles homonymes, voir pont sur la Têt.
Le pont de Cassagne ou pont Gisclard est situé dans le département des Pyrénées-Orientales (Occitanie), en France entre la halte de Sauto et la gare de Planès, sur la ligne de Cerdagne du train jaune qui relie (Villefranche-de-Conflent à Latour-de-Carol). Il est situé sur le territoire de la commune de Planès.
C'est le seul pont suspendu ferroviaire encore en service en France (en 2023).

## Histoire
Le pont est construit de 1905 à 1908 par l'entreprise de Ferdinand Arnodin, suivant un dessin conçu en 1896 par le commandant du Génie Albert Gisclard. Ce dernier décéda le 31 octobre 1909 dans un accident ferroviaire, au cours d'essais de charge, qui coûta la vie à cinq autres personnes. C'est ainsi que le pont portera le nom de son concepteur.
Le tronçon reliant Villefranche-de-Conflent à Mont-Louis fut finalement inauguré le 18 juillet 1910.
Le 11 avril 1995, la stèle du commandant Gisclard, commémorant l'accident de 1909, est inscrite au titre des monuments historiques alors que le pont lui-même est classé le 29 avril 1997.
En 2009, pour fêter ses 100 ans, le pont a été repeint par l'entreprise Atlantic Littoral Peinture basée à Donnezac en Gironde. Afin d'éviter la dispersion des particules de plomb et de minium présentes dans les anciennes couches de peinture, le pont a été emmailloté.

## Caractéristiques
L'ouvrage est un pont suspendu d'une longueur totale de 253 mètres et d'une portée de 156 mètres, comportant deux piles en maçonnerie de 32 et 28 mètres de hauteur surmontées chacune d'un pylône métallique d'une hauteur de 30 mètres,.
Les câbles sont fabriqués selon le procédé à torsion alternée imaginé par Ferdinand Arnodin. Le concept inclut une suspension du tablier rigidifiée par un système de « fermes » triangulées et indéformables (système isostatique) préfigurant les actuels ponts à haubans, qui est une originalité propre à Albert Gisclard,.
Autre caractéristique, le pont, qui franchit la Têt à une hauteur de 80 mètres, présente une pente continue de 60 mm/m,.

## Plaque commémorative
Une plaque commémorative posée sur la Route nationale 116 indique :

À la mémoire de 

Borrallo, Clerc, Toulet, conducteurs des Ponts et Chaussées

Hubert, chef de section aux chemins de fer de l'État 

Bezault, chef monteur de l'entreprise Arnodin

Mort en service commandé avec le chef de bataillon Gisclard

Le 31 octobre 1909

victimes de l'accident de chemin de fer du Paillat

après l'épreuve triomphale du pont suspendu de La Cassagne

## Visites
Le train jaune sur la ligne de Cerdagne offre à ses voyageurs d'observer le pont de près.